# Death Before Dishonor (2022)
Death Before Dishonor (2022) foi a 19ª edição do pay-per-view de wrestliing profissional Death Before Dishonor produzido pela promoção americana Ring of Honor (ROH). Aconteceu em 23 de julho de 2022, no Tsongas Center em Lowell, Massachusetts. Foi o primeiro evento ao vivo da ROH sob a propriedade total do presidente da All Elite Wrestling (AEW), Tony Khan.
Onze lutas foram disputadas no evento, incluindo quatro no pré-show. No evento principal, FTR (Cash Wheeler e Dax Harwood) derrotaram The Briscoe Brothers (Jay Briscoe e Mark Briscoe) em uma luta de duas quedas para reterem o ROH World Tag Team Championship. Em outras lutas importantes, Samoa Joe derrotou Jay Lethal por submissão para reter o ROH World Television Championship, Wheeler Yuta derrotou Daniel Garcia em uma luta Pure Wrestling para reter o ROH World Championship, e na luta de abertura Claudio Castagnoli derrotou Jonathan Gresham para vencer o ROH World Championship.

## Produção

### Introdução
Durante uma coletiva pós-show do AEW x NJPW: Forbidden Door em 26 de junho de 2022, o presidente da All Elite Wrestling (AEW), Tony Khan, que se tornou o proprietário da Ring of Honor (ROH), anunciou que o Death Before Dishonor aconteceria em 23 de julho de 2022, no Tsongas Center em Lowell, Massachusetts e iria ao ar em pay-per-view.

### Rivalidades
O evento contou com lutas de wrestling profissional que envolveram diferentes lutadores de rivalidades e histórias preexistentes. Os lutadores retratavam vilões, heróis ou personagens menos distinguíveis em eventos roteirizados que criavam tensão e culminavam em uma luta ou uma série de lutas. As histórias foram produzidas nos programas de televisão semanais da AEW, Dynamite e Rampage, e nos programas de streaming online suplementares da AEW, Dark e Elevation, bem como vídeos promocionais no YouTube no canal da AEW - isso ocorreu porque a ROH não conseguiu um acordo de televisão ou streaming após sua venda para o presidente da AEW, Tony Khan.
No Supercard of Honor, Jay Lethal se tornou heel ao desferir um golpe baixo em Lee Moriarty antes de vencê-lo com um pinfall com a ajuda da corda. Mais tarde, ele atacaria o mentor de Moriarty, Matt Sydal, que estava de muletas, antes de ser parado pelo produtor e amigo de Lethal, Sonjay Dutt. Mais tarde naquela noite, depois que Jonathan Gresham derrotou Bandido para se tornar o indiscutível Campeão Mundial da ROH, o ex-parceiro de Gresham, Lethal, apareceu e declarou que deveria ser o próximo desafiante de Gresham. Dutt apeceu novamente para conter Lethal, mas acabaria ajudando-o a atacar Gresham, Bandido e logo Moriarty. A dupla seria posteriormente interrompida pelo antigo mentor de Lethal, Samoa Joe, que estava voltando para a ROH após sete anos. Duas semanas depois no AEW Dynamite, Joe derrotou Minoru Suzuki para vencer o ROH World Television Championship pela primeira vez. Após a luta, Lethal e Dutt chegariam para dar um "presente" a Joe, que era Lethal dando a Joe "o dedo do meio", em uma caixa de presente recortada. Os dois então se prepararam para atacar Joe antes de se juntarem ao ex- jogador da NBA que se tornou lutador profissional Satnam Singh. Nas semanas seguintes, Lethal, Dutt e Singh continuaram a ter Joe como alvo Joe, bem como seu título. No AEW Double or Nothing, após Joe perder para Adam Cole na final do Men's Owen Hart Foundation Tournament, o trio atacou Joe durante uma entrevista nos bastidores e machucou seu ombro. Apesar disso, os três homens ainda desafiariam Joe para defender o título contra Lethal. No episódio de 6 de julho do Dynamite, foi anunciado que Joe defenderia o ROH World Television Championship contra Lethal no Death Before Dishonor.
Na rivalidade entre a Jericho Appreciation Society e o Blackpool Combat Club, Matt Menard, Angelo Parker e Daniel Garcia atacaram o Campeão Puro da ROH Wheeler Yuta depois que ele defendeu o título contra Tony Nese no episódio de 28 de junho da AEW Dark. Lá, Garcia proclamou que tiraria Yuta de sua honra e título, antes de manter o referido título sobre um Yuta caído. No Dynamite de 6 de julho, foi anunciado que Yuta e Garcia se enfrentariam pelo Pure Championship no Death Before Dishonor.
No Supercard of Honor, o FTR (Cash Wheeler e Dax Harwood) derrotaram The Briscoe Brothers (Jay Briscoe e Mark Briscoe) para vencerem o ROH World Tag Team Championship. No episódio de 6 de julho do Dynamite, FTR apareceu em um segmento de bastidores falando sobre quantas pessoas ainda não os veem como o melhor dupla do mundo. Como tal, eles desafiaram os The Briscoes, que agora trabalhavam para a Impact Wrestling, para uma revanche no Death Before Dishonor. No dia seguinte, os Briscoes responderam em sua conta do Twitter, falando sobre como eles estavam trabalhando em vários shows por dia para sustentar suas famílias, incluindo o evento Multiverse of Matches da Impact antes de lutar no Supercard of Honor. Agora vendo o FTR como o time sobrecarregado, eles aceitaram oficialmente a luta pelo título no Death Before Dishonor. Em 15 de julho, durante um encontro cara a cara entre as duas equipes, uma estipulação de duas quedas foi adicionada à luta.
Desde 16 de junho de 2022, a Campeã Mundial Feminina da ROH, Mercedes Martinez e Serena Deeb, começaram a trabalhar como uma dupla no AEW Dark: Elevation, AEW Dark e, mais recentemente no AEW Rampage. As duas estariam invictas, mas ficou claro por suas atuações que suas lutas eram para serem melhores que a parceira. Deeb até tornaria público que ela tem prioridades ao assumir o título de Martinez. No episódio de 8 de julho do Rampage, após Martinez e Deeb vencerem a luta, a última atacou a primeira antes de segurar o título acima de sua cabeça. Em 12 de julho, foi anunciado que Deeb desafiaria Martinez pelo ROH Women's World Championship no Death Before Dishonor.
No episódio de 15 de julho do Rampage, durante a primeira semana do Fyter Fest; Jonathan Gresham, que recentemente se tornou um heel e se alinhou com o grupo de Tully Blanchard, a Tully Blanchard Enterprises (agora renomeado como The Embassy), derrotou Lee Moriarty para reter o ROH World Championship. Em uma entrevista pós-luta, Gresham afirmaria ser o melhor wrestler do mundo, antes de ser confrontado por Claudio Castagnoli do Blackpool Combat Club. Como resultado, Gresham enfrentaria Castagnoli pelo título no Death Before Dishonor, marcando a primeira luta de Castagnoli na ROH em mais de uma década.

## Resultados
| Nº                                          | Resultados | Estipulações                                               | Tempo |
| ------------------------------------------- | --- | ---------------------------------------------------------- | ----- |
| Pré- show                                   | Colt Cabana derrotou Anthony Henry (com JD Drake)                                                                                              | Luta individual                                            | 10:00 |
| Pré- show                                   | The Trust Busters (Ari Daivari e Slim J) derrotaram The Shinobi Shadow Squad Cheeseburger e Eli Isom)                                          | Luta de duplas                                             | 5:30  |
| Pré- show                                   | The Embassy (Brian Cage e The Gates of Agony (Jasper Kaun e Toa Liona)) (com Prince Nana) derrotaram Alex Zayne, Blake Christian e Tony Deppen | Luta de trios                                              | 11:35 |
| Pré- show                                   | Willow Nightingale derrotou Allysin Kay | Luta individual                                            | 7:50  |
| 1                                           | Claudio Castagnoli (com William Regal) derrotou Jonathan Gresham (c) (com Prince Nana)                                                         | Luta individual pelo ROH World Championship                | 11:30 |
| 2                                           | Dalton Castle e The Boys (Brandon Tate e Brent Tate) derrotaram The Righteous (Vincent, Bateman, e Dutch) (c) (com Vita VonStarr)              | Luta de trios pelo ROH World Six-Man Tag Team Championship | 9:40  |
| 3                                           | Wheeler Yuta (c) (com William Regal) derrotou Daniel Garcia                                                                                    | Luta Luta Pure Wrestling Rules pelo ROH Pure Championship  | 15:55 |
| 4                                           | Rush (com José the Assistant) derrotou Dragon Lee                                                                                              | Luta individual                                            | 15:50 |
| 5                                           | Mercedes Martinez (c) derrotou Serena Deeb por submissão                                                                                       | Luta individual pelo ROH Women's World Championship        | 17:20 |
| 6                                           | Samoa Joe (c) derrotou Jay Lethal por submissão                                                                                                | Luta individual pelo ROH World Television Championship     | 12:20 |
| 7                                           | FTR (Cash Wheeler e Dax Harwood) (c) derrotaram The Briscoe Brothers (Jay Briscoe e Mark Briscoe) por 2–1                                      | Luta de duas quedas pelo ROH World Tag Team Championship   | 43:25 |
| (c) – Refere-se aos campeões antes da luta. | |                                                            |       |